# 대학 시절
"대학 시절"(大學時節)은 한국에서 제작된 김영효 감독의 1973년 영화이다. 신영일 등이 주연으로 출연하였고 김인동 등이 제작에 참여하였다.

## 출연

### 주연
- 신영일
- 나오미
- 김요훈